# سندی پاول (طراح لباس)
سندی پاول (انگلیسی: Sandy Powell؛ زادهٔ ۷ آوریل ۱۹۶۰) یک طراح لباس اهل بریتانیا است. وی سه مرتبه در سال های ۱۹۹۹ .۲۰۰۵.۲۰۱۰ برنده جایزه اسکار بهترین طراحی لباس شده است